# АСК НДС
Автоматизированная система контроля за налогом на добавленную стоимость (АСК НДС) — специализированная информационная система, применяемая ФНС России для контроля за действиями и взаимосвязями плательщиков налога на добавленную стоимость. Является компонентом автоматизированной информационной системы ФНС «Налог-3».